# Dealu Morii
Dealu Morii là một xã thuộc hạt Bacău, România. Dân số thời điểm năm 2002 là 3008 người.